# Hijiri Katō
Hijiri Katō (japanisch 加藤 聖 Katō Hijiri; * 16. September 2001 in der Präfektur Hyōgo) ist ein japanischer Fußballspieler.

## Karriere

### Verein
Hijiri Katō erlernte das Fußballspielen in den Jugendmannschaften von Vissel Kōbe und dem Kanokodai FC sowie in der Mannschaft der JFA Academy Fukushima. Seinen ersten Profivertrag unterschrieb er im Februar 2020 bei V-Varen Nagasaki. Der Verein aus Nagasaki, einer Stadt in der Präfektur Nagasaki, spielte in der zweiten japanischen Liga, der J2 League. Sein Zweitligadebüt gab Hijiri Katō am 27. März 2021 im Auswärtsspiel gegen Ōmiya Ardija. Hier wurde er nach der Halbzeitpause für Yūsei Egawa eingewechselt. Nach insgesamt 61 Ligaspielen wechselte er im Juli 2023 in die erste Liga. Hier schloss er sich den Yokohama F. Marinos an. Für den Verein aus Yokohama bestritt er 13 Ligaspiele. Im Januar 2025 wechselte er nach Okayama zum Erstligaaufsteiger Fagiano Okayama.

### Nationalmannschaft
Im Jahre 2019 absolvierte Katō zwei Partien für die japanische U-19-Auswahl. Im Oktober 2021 hatte er einen Einsatz für die U-23-Nationalmannschaft in der Qualifikation zur Asienmeisterschaft gegen Kambodscha (4:0), wo er in der 10. Minute die Vorlage zum 1:0 durch Kuryū Matsuki gab. Am 22. März 2022 debütierte Naruse dann in einem Testspiel für die U-20. Beim 1:0-Sieg über Kroatien wurde er in der 87. Minute für Shumpei Naruse eingewechselt.